# Union Monument in Vanceburg

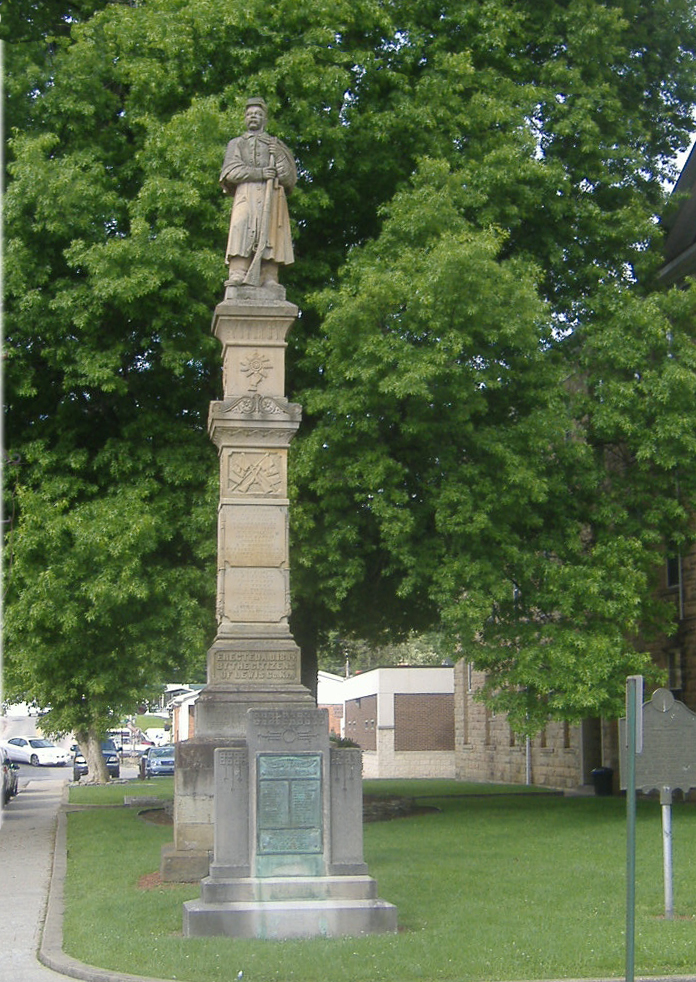
Union Monument in Vanceburg

Das Union Monument in Vanceburg ist ein Kriegerdenkmal im Lewis County und erinnert an Soldaten der Unionsarmee im Sezessionskrieg. Es befindet sich in Vanceburg, Kentucky und ist das einzige derartige Denkmal südlich der Mason-Dixon-Linie, mit dem Unionssoldaten außerhalb von Friedhöfen im öffentlichen Raum geehrt werden.
Das Monument wurde 1884 durch die Bürger des Lewis Countys erbaut. Diese bildeten eine Hochburg der Unionsanhänger während des Sezessionskrieges und wohnten in einer der wenigen Gegenden in Kentucky, in denen die Bevölkerung in den 1880er Jahren überwiegend immer noch mit der Sache der Union sympathisierte. Das Denkmal hat eine Höhe von 10,4 m hoch und sowohl Säule als auch Sockel des Denkmals sind aus Kalkstein angefertigt. Der Sockel hat eine Höhe von 1,5 m, eine Breite von 2,1 m und ist aus acht einzelnen Teilen zusammengesetzt. Die Statue stellt einen Unionssoldaten in Winterkleidung dar, der eine Kappe trägt.
Die Inschrift lautet:

“The war for the Union was right, everlastingly right, and the war against the Union was wrong, forever wrong.”

„Der Krieg für die Union war richtig, unvergänglich richtig, und der Krieg gegen die Union war falsch, für immer falsch.“

Insgesamt starben während des Krieges 107 Männer aus dem Lewis County als Soldaten der Union; ihre Namen sind in das Monument eingemeißelt.
Am 17. Juni 1997 wurde das Union Monument in Vanceburg mit 60 weiteren Kriegerdenkmälern in Kentucky in das National Register of Historic Places eingetragen. Die meisten dieser Denkmäler wurden im Gedenken an konföderierte Soldaten errichtet. Das einzige andere Sezessionskrieg-Monument in Kentucky, das starke Gefühle zugunsten der Union erklärt, ist das Captain Andrew Offutt Monument in Lebanon. Andere Kriegerdenkmäler in Kentucky, mit denen ausschließlich an gefallene Soldaten der Unionsarmee erinnert wird, sind das 32nd Indiana Monument in Louisville, das GAR Monument in Covington, das Union Monument in Louisville und das Union Monument in Perryville.